# Combatentes pela Liberdade Cambojana
Os Combatentes pela Liberdade Cambojana (em inglês:  Cambodian Freedom Fighters, CFF; em quemer: ចលនាកងទ័ពសេរីជាតិកម្ពុជា) é uma organização política e paramilitar anticomunista que foi criada em 21 de outubro de 1998, pelo seu fundador, Chhun Yasith, em Poipet, perto da fronteira entre o Camboja e a Tailândia. Sua sede fica em Long Beach, Califórnia, Estados Unidos. Foi constituída e registrada no Gabinete do Secretário de Estado da Califórnia como uma organização política em junho de 1999 e tem como objetivo "lutar contra os comunistas para proteger os interesses do povo cambojano". A organização afirmava ter 500 membros nos Estados Unidos e até 20.000 apoiadores no Reino do Camboja. O grupo orquestrou uma tentativa de golpe de Estado no Camboja em 2000.

## Política
Os membros do Combatentes pela Liberdade Cambojana mencionaram que não participaram do processo eleitoral no Camboja porque alegam que o primeiro-ministro Hun Sen pertencia ao Khmer Vermelho, acusando-o de ser um governo de ultraesquerda e que todas as eleições no Camboja são uma farsa. O grupo tinha como objetivo remover o governo de Hun Sen do poder por meios militares por acreditar que ele e seu regime eram culpados de corrupção no processo eleitoral em colaboração com o Vietnã comunista que colocou Hun Sen no poder em 1989.
Em 2008, Chhun Yasith, o fundador do grupo, foi julgado e condenado nos Estados Unidos por ser o mentor intelectual da tentativa de golpe de 2000. A força exata da organização é desconhecida, mas o total provavelmente nunca excedeu 500 combatentes armados. Os Combatentes pela Liberdade Cambojana operam no nordeste do Camboja, perto da fronteira com a Tailândia. A sua liderança sediada nos Estados Unidos angaria fundos junto da comunidade cambojano-norte-americana.

## Financiamento
Os membros dos Combatentes pela Liberdade Cambojana arrecadam fundos operacionais por meio da solicitação ativa de doações da comunidade cambojano-norte-americana nos Estados Unidos e de refugiados cambojanos na Europa.